# Ilpo Raunio
Ilpo Ilmari Raunio, född 30 augusti 1933 i Paavola, död 5 december 2024 i Åbo, var en finländsk arkitekt.
Raunio utexaminerades från Tekniska högskolan i Helsingfors 1961. Han var tillsammans med Pekka Pitkänen och Ola Laiho 1972–1986 delägare i byrån Pitkänen-Laiho-Raunio och tillsammans med Ola Laiho och Mikko Pulkkinen från 1973 delägare i arkitektbyrån LPR-arkkitehdit Oy i Åbo, som ansågs vara en av Finlands främsta arkitektbyråer.